# Dolasetron
Dolasetron (tên thương mại Anzemet) là một chất đối kháng thụ thể serotonin 5-HT 3 được sử dụng để điều trị buồn nôn và nôn sau khi hóa trị. Tác dụng chính của nó là làm giảm hoạt động của dây thần kinh phế vị, là dây thần kinh kích hoạt trung tâm nôn ở hành tủy. Nó không có nhiều tác dụng chống nôn khi các triệu chứng là do say tàu xe. Thuốc này không có bất kỳ tác dụng nào đối với thụ thể dopamine hoặc thụ thể muscarinic.
Dolasetron bị phá vỡ từ từ, ở lại trong cơ thể trong một thời gian dài. Một liều thường được dùng một hoặc hai lần mỗi ngày và kéo dài 4 đến 9 giờ. Thuốc này được gan và thận loại bỏ khỏi cơ thể.
Nó được cấp bằng sáng chế vào năm 1986 và được chấp thuận cho sử dụng y tế vào năm 2002.

## Sử dụng trong y tế
- Buồn nôn và nôn do hóa trị
  - Thuốc đối kháng thụ thể 5-HT 3 là thuốc chính được sử dụng để điều trị và ngăn ngừa buồn nôn và nôn do hóa trị. Nhiều lần họ được tiêm tĩnh mạch khoảng 30 phút trước khi bắt đầu trị liệu.
- Buồn nôn và nôn sau phẫu thuật
- Là một liệu pháp có thể cho buồn nôn và nôn do bệnh nội khoa cấp tính hoặc mãn tính hoặc viêm dạ dày ruột cấp tính
- Không giống như hầu hết các thuốc đối kháng 5HT3 khác, dữ liệu thiếu khi sử dụng dolasetron với aprepitant trong buồn nôn và nôn do hóa trị liệu (CINV).
- Nó cũng đôi khi được sử dụng như một chất chống nôn (thuốc chống nôn) trong thuốc thú y cho chó và mèo.

## Tác dụng phụ
Dolasetron là một loại thuốc dung nạp tốt với ít tác dụng phụ. Nhức đầu, chóng mặt và táo bón là những tác dụng phụ được báo cáo phổ biến nhất liên quan đến việc sử dụng nó. Có khả năng kéo dài khoảng QT cũng xảy ra. Không có tương tác thuốc đáng kể nào được báo cáo khi sử dụng thuốc này. Dolasetron bị phá vỡ bởi hệ thống cytochrom P450 của gan và ít ảnh hưởng đến quá trình chuyển hóa của các loại thuốc khác bị phá vỡ bởi hệ thống này. Dolasetron tiêm tĩnh mạch được chống chỉ định trong buồn nôn và nôn do hóa trị liệu (CINV). Doxorubicin và cyclophosphamide có khả năng gây bệnh như cisplatin, và các thuốc phòng ngừa nên luôn luôn được xem xét. Các chất chủ vận 5HT3 là cơ sở chính trong phòng ngừa và thường được sử dụng kết hợp với các loại thuốc khác như corticosteroid và thuốc đối kháng thụ thể NK1. Tuy nhiên, FDA gần đây đã ban hành một thông tin liên lạc về thuốc nói rằng dạng tiêm dolasetron, chất chủ vận 5HT3, không còn được sử dụng ở bệnh nhân người lớn hoặc trẻ em mắc CINV. Tiêm Dolasetron có thể làm tăng nguy cơ phát triển xoắn đỉnh, nhịp tim bất thường có thể gây tử vong. Bệnh nhân mắc bệnh tim tiềm ẩn hoặc các vấn đề về nhịp tim hoặc nhịp tim hiện tại có nguy cơ cao hơn. Mặc dù dạng uống của chất này vẫn có thể được sử dụng, việc theo dõi và điều chỉnh cẩn thận nồng độ kali và magnesi nên được bắt đầu trước và trong khi điều trị. Ngoài ra, ở những bệnh nhân lớn tuổi và ở những bệnh nhân bị suy tim, nhịp tim chậm, bệnh tim tiềm ẩn và những người bị suy thận, việc theo dõi bằng điện tâm đồ được chỉ định khi sử dụng thuốc này. Hội chứng QT dài bẩm sinh và các thuốc kéo dài khoảng PR hoặc QRS là chống chỉ định với liệu pháp dolasetron. Tiêm Dolasetron vẫn có thể được sử dụng để phòng ngừa và điều trị buồn nôn và nôn sau phẫu thuật, theo hướng dẫn của Cục Quản lý Thực phẩm và Dược phẩm.